# Sparkasse Elmshorn
Die Sparkasse Elmshorn ist eine mittelgroße Stadtsparkasse im schleswig-holsteinischen Elmshorn.

## Organisationsstruktur
Die Sparkasse Elmshorn ist eine Anstalt des öffentlichen Rechts. Rechtsgrundlagen für die Sparkasse sind das Sparkassengesetz für Schleswig-Holstein und die durch den Verwaltungsrat der Sparkasse erlassene Satzung. Organe der Sparkasse sind der Vorstand und der Verwaltungsrat.

## Geschäftszahlen
Die Sparkasse Elmshorn wies im Geschäftsjahr 2023 eine Bilanzsumme von 1,068 Mrd. Euro aus und verfügte über Kundeneinlagen von 783 Mio. Euro. Gemäß der Sparkassenrangliste 2023 liegt sie nach Bilanzsumme auf Rang 313. Sie unterhält 7 Filialen/Selbstbedienungsstandorte und beschäftigt 176 Mitarbeiter.

## Geschäftsausrichtung
Die Sparkasse Elmshorn betreibt als Sparkasse das Universalbankgeschäft. Im Verbundgeschäft arbeitet sie mit der LBS Bausparkasse Schleswig-Holstein-Hamburg AG, der DGZ DekaBank – Deutsche Girozentrale, Provinzial NordWest und der HSH Nordbank zusammen.